# درخت زیتون (فیلم)
درخت زیتون (اسپانیایی: El olivo‎) یک فیلم درام به کارگردانی ایسیار بولائین است که در سال ۲۰۱۶ منتشر شد.
از بازیگران این فیلم می‌توان به آنا کاستی‌یو و خاویر گوتیه‌رس آلبارس اشاره کرد.